# Пакистан на літніх Олімпійських іграх 2000
Пакистан брав участь у Літніх Олімпійських іграх 2000 року у Сіднеї (Австралія) утринадцяте за свою історію, але не завоював жодної медалі. Збірну країни представляла 1 жінка.